# Katharina von Sachsen (1421–1476)
Katharina von Sachsen (* 1421; † 23. August 1476 in Berlin) war eine Prinzessin von Sachsen und durch Heirat Kurfürstin von Brandenburg.

## Leben
Katharina war eine Tochter des Kurfürsten Friedrich I. von Sachsen (1370–1428) aus dessen Ehe mit Katharina (1395–1442), Tochter des Herzogs Heinrich I. von Braunschweig.
Katharina heiratete am 11. Juni 1441 in Wittenberg Kurfürst Friedrich II. von Brandenburg (1413–1471). Friedrich hatte schon vorher vergeblich um Katharina geworben. Das Eheversprechen war schließlich Bestandteil eines Vertrages, der die kriegerischen Auseinandersetzungen in der Lausitz zwischen Brandenburg und Sachsen beilegte und ein Bündnis beider Staaten besiegelte. Die Ehe gestaltete sich jedoch unglücklich. Friedrich hatte zahlreiche Affären, sein Sohn Erasmus wurde unehelich geboren.
Die letzten Ehejahre verbrachte das Paar gänzlich getrennt; während Friedrich in Franken lebte, verblieb Katharina in der Mark.

## Nachkommen
Mit Friedrich hatte sie drei Kinder:
- Dorothea (1446–1519), ⚭ 1464 Herzog Johann IV. von Sachsen-Lauenburg (1439–1507)
- Margarete (1449/50–1489), ⚭ 1477 Herzog Bogislaw X. von Pommern (1454–1523)
- Johann (um 1452–1454)